# Die Zillertaler Musikanten
Die Zillertaler Musikanten (ZIM) war eine österreichische volkstümliche Musikgruppe aus Zell am Ziller in Tirol.

## Geschichte
Martin ist der ältere Bruder von Michael „Mike“ Kupfner. Beide spielten in den 1990er Jahren mit dem befreundeten Hansi Schweiberer im Trio unter dem Namen Gerlosstein Echo. Nach der Auflösung der Gruppe im Jahr 2000 gründeten sie zusammen mit Josef Wechselberger, dessen Band Zillertal Express sich ebenfalls 2000 aufgelöst hatte, und Herbert Kröll die ZIM.
Die Band hatte seit spätestens 2001 bis zu ihrer Auflösung Auftritte im deutschsprachigen In- und Ausland.
2008 löste sich ZIM auf. In den acht Jahren des Bestehens wurden sechs Alben aufgenommen. Zudem lieferte das Quartett mehrere Beiträge zu Volksmusik-Samplern. Die Gruppe zählte neben den Zillertaler Schürzenjägern, den Ursprung Buam, den jungen Zillertalern und den Zillertaler Haderlumpen zu den bekannten musikalischen Vertretern ihrer Zillertaler Heimat.
Martin Kupfner tourt seit 2009 mit Willi Pfister von den Zillertaler Nachtschwärmern im Duo, außerdem seit 2015 auch mit seinem jüngsten Bruder Andreas Kupfner als Duo Zillertaler Briada und auch solo unter dem Namen ZiM Martin – der Zillertaler Musikant. Josef Wechselberger und Herbert Kröll spielen zusammen mit Stefan Schiestl als Trio Die drei Zillertaler (Z3).

## Diskografie (Auszug)
Alben:
- 2000: Wir sind Musikanten
- 2004: ZiM-lich guat (Tyrolis)
- 2004: Zillertaler Weihnacht (Tyrolis)
- 2005: Stark und bärig (Tyrolis)
- 2006: Nimm ZiM! (Tyrolis)
- 2007: Boarisch mag a jeder (Tyrolis)